# Garádi Géza
Garádi Géza Gábor(Budapest, 1955. május 11.) többszörös magyar bajnok három- és öttusában, úszóedző. Jelenleg a Debreceni Sportcentrum - Sportiskola (DSC-SI) úszószakosztályának vezetője.

## Sportkarrier

### Versenyző
- 1965–1974 Csepel SC: magyar bajnoki címek három- és öttusában
- 1975–1979 MAFC: öttusa
- 1979      Gödöllő: az egyetem öttusa szakosztályának a GEAC-nak alapító tagja

### Edző
- 1980–1983 Budapest Honvéd: öttusa edző
- 1983–1989 BVSC: úszóedző
- 1990–2004 Széchy Team Komjádi: úszóedző
- 2006–2009 Lator SE Hatvan
- 2009–2011 Tempó SE Hatvan
- 2011–     Debreceni Sportcentrum - Sportiskola (DSC-SI) úszószakosztályának vezetője, Risztov Éva edzője[1]
- utána: HUK SE Hatvan sztárjait edzi

## Tanulmányok
- 1969–1973 Budapest II. ker. Móricz Zsigmond gimnázium
- 1974–1979 ATE Gödöllő üzemszervezési szak
- 1978–1980 TFTI Öttusa edzői
- 1983–1987 TF Úszó szakedzői